# Habibullah Kalakâni
Habibullah Kalakâni eller Habibullah Ghazi, även kallad Bacha Saqqao (Vattenbärarens son), född 19 januari 1891 i Kalakan, död 1 november 1929 i Kabul, var självutnämnd shah av Afghanistan under perioden 17 januari till 16 oktober 1929.
Då reaktionen mot Amanullah Khans reformpolitik i oktober 1928 övergått till öppet uppror i huvudstaden Kabul, framträdde Habibullah Kalakâni snart som upprorsledare, och lyckades fördriva Amanullah från Kabul och själv utropa sig till shah, sedan Amanullah den 14 januari 1929 och dennes bror Inayatulla den 17 januari abdikerat. Habibullah Kalakâni lyckades hävda sig mot denna rörelse till förmån för Amanullah som hade sitt centrum i provinsen Kanhdahar och Herat, men störtades av en av Amanullahs farbröder Nadir ledd upprorsrörelse och avrättades genom arkebusering i november 1929.